# Arcona (Schiff, 1903)
Die Arcona war ein Kleiner Kreuzer der Kaiserlichen Marine. Sie wurde bei der Hochseeflotte und in Ostasien eingesetzt. Vor dem Ersten Weltkrieg wurde sie zum Minenkreuzer umgebaut.
Von 1921 bis 1923 wurde sie von der Reichsmarine als Leichter Kreuzer eingesetzt. 1930 als Kriegsschiff gestrichen, wurde die als Wohnschiff genutzte Arcona 1940 in eine schwimmende Flakbatterie umgebaut und bis 1945 stationär eingesetzt.

## Baugeschichte
1901 wurde auf der Werft AG Weser in Bremen der Kiel für den Kleinen Kreuzer „H“ gestreckt. Für die Bauwerft war es der fünfte Neubau eines Kreuzers der Gazelle-Klasse und der achte Neubau eines Schiffes für die Kaiserliche Marine. Der Stapellauf erfolgte am 22. April 1902 und die Prinzessin Margarethe von Hessen, eine Schwester des Kaisers, taufte den neuen Kreuzer auf den Namen Arcona, den zuvor schon eine gedeckte Korvette (1859–1884) und eine Kreuzerkorvette (1886–1899) getragen hatten.
Die Arcona war das neunte fertiggestellte Schiff der Gazelle-Klasse. Die drei letzten Kreuzer bildeten dabei eine Untergruppe. Sie hatten an einigen Stellen eine verstärkte Panzerung, eine größere Breite und eine etwas erhöhte Bunkerkapazität. Am 12. Mai 1903 wurde die Arcona in Dienst gestellt und führte bis zum 18. Juli Probefahrten durch. Die geforderte Maschinenleistung von 8.500 PSi auf zwei Wellen übertraf sie dabei mit 8.580 PSi geringfügig und erreichte die geforderten 21,5 Knoten.

## Lebenslauf

### Kaiserliche Marine
Die Arcona gehörte vom 18. Juli 1903 bis zum 4. April 1907 zum Verband der Aufklärungsschiffe. Sie nahm an den üblichen Reisen und Manövern teil und besuchte 1904 während der Sommerreise als Postholer Aberdeen. 1905 lief sie während der Sommerreise der Flotte die schwedischen Häfen Kungsbacka und Södertälje an. Am 4. April 1907 schied sie dann aus dem Flottenverband aus und reduzierte die Besatzung, die zu einem großen Teil auf die Danzig überging, welche die Arcona im Flottendienst ersetzte.
Am 14. August war sie dann einsatzbereit für den Auslandsdienst und verließ Wilhelmshaven am 27. August 1907. Durch den Sueskanal lief sie nach Ostasien und erreichte am 23. Oktober in Singapur den Stationsbereich. Über Hongkong und Amoy lief sie nach Tsingtau. Meist im Nordbereich des Stationsgebiets im Gelben Meer und um Japan im Einsatz, machte die Arcona vom 8. Dezember 1908 bis zum 21. Februar 1909 eine Rundreise durch die Celebessee. Zurückgekehrt lief sie sofort wieder aus, da auf Samoa Unruhen ausgebrochen waren. Als sie am 22. März 1909 dort eintraf, war der Aufstand der Unabhängigkeitsbewegung der einheimischen Bevölkerung weitgehend zusammengebrochen. Vor der Arcona war bereits die Leipzig mit dem Chef des Kreuzergeschwaders, Vizeadmiral Carl von Coerper, an Bord vor Samoa eingetroffen. In ihrer Begleitung befanden sich das Kanonenboot Jaguar und das Geschwaderhilfsschiff Titania. Am 6. Mai trat die Arcona begleitet von der Titania den Rückmarsch an. Sie lief über Suva, Matupi nach Saipan, wohin die verurteilten Unruhestifter in die Verbannung geschickt wurden. Dann besuchte sie Guam und lief anschließend nach Tsingtau zurück. Im Herbst vertrat sie dann das Deutsche Reich auf der 140-Jahr-Feier der Entdeckung der Bucht von San Francisco, die vor allem den Wiederaufbau der Stadt nach dem schweren Erdbeben von 1906 feiern sollte. Sie querte den Pazifik über Honolulu, Hawaii, und lief in den Vereinigten Staaten vor der Feier noch Seattle, San Pedro de los Angeles und San Diego an. Der Rückweg führte sie wieder über Honolulu, wo sie das vor dem Hafen gestrandete, britische Segelschiff Celtic Chief freischleppen konnte. Am Weihnachtsabend in Yokohama eingetroffen, konnte sich die Besatzung noch bei der Bekämpfung eines Großfeuers auszeichnen.
Am 17. Januar 1910 begann die Heimreise der Arcona in Tsingtau. Sie lief Sabang an, wo sie mit der Leipzig zusammentraf. Die beiden Kreuzer tauschten ihre Kommandanten. Fregattenkapitän Heuser führte sie nun nach Hause. Vom 4. bis zum 7. März lag sie dann in Port Said, wo sie mit dem sie ablösenden Kreuzer Nürnberg zusammentraf und Teile der Besatzung austauschte. Am 24. März traf die Arcona in Wilhelmshaven ein und wurde am 30. April 1910 außer Dienst gestellt.
1911 bis 1912 erfolgte der Umbau zum Minenkreuzer. Während des Ersten Weltkriegs war die Arcona ab 1915 das Führungsschiff der Küstenschutzdivision der Ems. Ab Ende 1917 folgte bis Kriegsende der Einsatz bei der Vorpostenflottille der Ems.

### Reichsmarine
Wegen ihres Alters musste die Arcona nach Kriegsende nicht ausgeliefert werden. Die Bewaffnung wurde im Frühjahr 1919 entfernt und das Schiff diente dann als Tender für Minensuchoperationen der 11. Minensuch-Halbflottille in der Nordsee, wo sie das veraltete Linienschiff Preußen als Mutterschiff ersetzte. 1920 wurde sie wieder bewaffnet und zum Kreuzer zurückgebaut.
Am 25. Mai 1921 wurde sie für die Nordseestreitkräfte wieder in Dienst genommen. Im August 1921 besuchte der Kreuzer Arendal, Sandefjord und nahm in Frederiksvärn an der Enthüllung eines Denkmals für dort angetriebene Tote der Skagerrakschlacht teil. Im Winter war sie im Eisnotdienst vom Kattegat bis zum Rigaischen Meerbusen tätig, wobei sie sich die Außenhaut beschädigte und daher in die Werft musste. Im Sommer 1922 besuchte sie Balholmen und 1923 noch Abo und Karlskrona.
Am 1. Dezember 1923 wurde die Arcona außer Dienst gestellt und durch das modernisierte Schwesterschiff Amazone ersetzt.
Am 15. Januar 1930 wurde die Arcona von der Marineliste gestrichen und danach als Wohnhulk in Wilhelmshaven, Swinemünde und Kiel genutzt.

### Zweiter Weltkrieg
Nach Beginn des Zweiten Weltkriegs wurden die Arcona und ihr einziges in Deutschland verbliebenes Schwesterschiff Medusa, die beide seit ihren Streichungen als Wohnschiffe gedient hatten, 1940 zu schwimmenden Flak-Batterien umgerüstet. Die Arcona wurde vom 15. April 1940 bis zum 25. Mai 1940 bei den Deutschen Werken Kiel umgebaut und diente ab 27. Mai 1940 zunächst in Swinemünde bei der M.A.A. 233. Später gehörte das Schiff zur Marineflakabteilung 282 in Wilhelmshaven, deren Flakuntergruppenkommando Nord in Hooksiel lag. Da ihre Maschinenanlagen nicht mehr brauchbar waren, wurden sie entfernt. Die Schiffe wurden in Position geschleppt und dort verankert. Als Flak-Batterie verdrängte die Arcona 2.650 Tonnen, bei nur noch 5,0 m Tiefgang. Ihre Bewaffnung bestand aus vier schweren 10,5-cm-L/45-Fla-Geschützen, zwei 4,0-cm-Flak und sechs 2,0-cm-Fla-Maschinenkanonen. Das Schiff wurde im Mai 1945 in der II. Einfahrt/Wilhelmshaven von der Besatzung gesprengt. Das Wrack wurde 1948/49 verschrottet.

## Kommandanten
| 12. Mai 1903 bis September 1904   | Korvettenkapitän Karl Zimmermann                                       |
| September 1904 bis September 1905 | Korvettenkapitän Hubert von Rebeur-Paschwitz                           |
| September 1905 bis April 1907     | Korvettenkapitän Herwarth Schmidt von Schwind                          |
| April bis Juni 1907               | Kapitänleutnant Paul Boethke reduzierte Besatzung                      |
| Juni bis August 1907              | Kapitänleutnant Wilhelm Schultz reduzierte Besatzung                   |
| August 1907 bis Juni 1909         | Korvettenkapitän / Fregattenkapitän / Kapitän zur See Horst von Hippel |
| Juni 1909 bis 7. Februar 1910     | Korvettenkapitän / Fregattenkapitän Hermann Schröder                   |
| 7. Februar bis 30. März 1910      | Fregattenkapitän Karl Heuser                                           |
| 31. Oktober 1912 bis Oktober 1916 | Korvettenkapitän Wilhelm von Hippel                                    |
| Oktober 1916 bis Juli 1917        | Fregattenkapitän Ernst Piper                                           |
| Juli 1917 bis Februar 1918        | Korvettenkapitän Erich Heyden                                          |
| Februar bis Dezember 1918         | Korvettenkapitän Carlo Peucer                                          |
| Dezember 1918 bis Mai 1919        | unbekannt                                                              |
| Mai 1919 bis 19. Februar 1920     | Kapitänleutnant Erich Haeker                                           |
| 25. Mai 1921 bis 3. Juli 1923     | Fregattenkapitän Friedrich Hermann                                     |
| 3. Juli bis 1. Dezember 1923      | Kapitän zur See Walter Gladisch                                        |